# Famille Prisse
 (janvier 2021).

Blason de la famille: D'or au léopard lionné de sable, lampassé de gueules, au canton d'argent chargé d'une main senestre de gueules.

La famille Prisse, est originaire du Pays de Galles, puis d’Angleterre, arrivée dans le Hainaut (Avesnes, Maubeuge) au début du XVIIe siècle. La branche aînée belge fut anoblie en 1844.
À cette famille appartiennent :
- Le baron Albert Prisse, né à Maubeuge, le 24 juin 1788, mort à Rome, le 22 novembre 1856, militaire, ingénieur, diplomate et homme d’État belge, d'origine française.
- Le baron Édouard Prisse, né à Maestricht le 26 août 1814, et décédé le 21 novembre 1907 à Liège, ingénieur, membre de l'Église chrétienne missionnaire protestante belge dès 1853, dont il devint président de 1864 à 1890 et président du comité synodal. Il existe de lui un portrait par Jacques de Lalaing.